# Белокаменка (Пензенская область)
Белокаменка — село в Колышлейском районе Пензенской области России. Входит в состав Телегинского сельсовета.

## География
Село находится в южной части Пензенской области, в пределах западного склона Приволжской возвышенности, в лесостепной зоне, на левом берегу реки Синеомутовки, на расстоянии примерно 24 километров (по прямой) к северо-западу от посёлка городского типа Колышлей, административного центра района. Абсолютная высота — 209 метров над уровнем моря.

### Климат
Климат характеризуется как умеренно континентальный, с тёплым летом и умеренно холодной продолжительной зимой. Средняя температура воздуха самого холодного месяца (января) составляет −13,2 °C; самого тёплого месяца (июля) — 17 °C. Годовое количество атмосферных осадков — 600 мм, из которых большая часть выпадает в тёплый период.

### Часовой пояс
Село Белокаменка, как и вся Пензенская область, находится в часовой зоне МСК (московское время). Смещение применяемого времени относительно UTC составляет +3:00.

## Население
| 1864 | 1877 | 1911  | 1926  | 1930  | 1939 | 1959 |
| ---- | ---- | ----- | ----- | ----- | ---- | ---- |
| 196  | ↗660 | ↗1197 | ↗1216 | ↗1361 | ↘620 | ↘382 |
| 1979 | 1989 | 1996  | 2002  | 2010  |      |      |
| ↘81  | ↗92  | ↘73   | ↗89   | ↘82   |      |      |

### Национальный состав
Согласно результатам переписи 2002 года, в национальной структуре населения русские составляли 91 %.